# Municipio de Floyd (condado de Sioux)
El municipio de Floyd (en inglés: Floyd Township) es un municipio ubicado en el condado de Sioux en el estado estadounidense de Iowa. En el año 2010 tenía una población de 1084 habitantes y una densidad poblacional de 11,69 personas por km².

## Geografía
El municipio de Floyd se encuentra ubicado en las coordenadas 43°2′49″N 95°54′37″O / 43.04694, -95.91028. Según la Oficina del Censo de los Estados Unidos, el municipio tiene una superficie total de 92.73 km², de la cual 92,7 km² corresponden a tierra firme y (0,03 %) 0,03 km² es agua.

## Demografía
Según el censo de 2010, había 1084 personas residiendo en el municipio de Floyd. La densidad de población era de 11,69 hab./km². De los 1084 habitantes, el municipio de Floyd estaba compuesto por el 98,25 % blancos, el 0,55 % eran afroamericanos, el 0,18 % eran amerindios, el 0,28 % eran asiáticos, el 0,09 % eran de otras razas y el 0,65 % eran de una mezcla de razas. Del total de la población el 1,48 % eran hispanos o latinos de cualquier raza.